# John Barnes Wells
John Barnes Wells (Ashley, Pennsilvània, 17 d'octubre de 1880 - 8 d'agost de 1935) fou un compositor i cantant de jazz estatunidenc. Estudià en la Universitat de Syracuse i a més dels cant es dedicà a la composició i l'ensenyament de la música.
Va compondre:
- The Elfman;
- If I Were You;
- The Dearest Place;
- The Owl;
- The Little Bird;
- The Ligtning Bug;
- Why;
- I Wish I Was a Little Rock;
- I Dunno;
- The of Love;
- Deep in the Hearth of Me;
- The Crown's Egg;
- Two Little Magpies;
- Thumb Marks;
- Whoo;
- The Turtle;
- Wishin' and Fishin;
- Just Smiling;
- The Mistery;
- Cattails;
- Mr. Wells;
- My Lady Love;
- What Care I;
- The Silly Little Fool.